# Chilchinbito
Chilchinbito (navaho Tsiiłchin Biiʼ Tó) és una concentració de població designada pel cens dels Estats Units a l'estat d'Arizona. Segons el cens del 2000 tenia 462 habitants.

## Demografia
Segons el cens del 2000, Chilchinbito tenia 462 habitants, 111 habitatges, i 89 famílies La densitat de població era de 7,5 habitants/km².
Dels 111 habitatges en un 46,8% hi vivien nens de menys de 18 anys, en un 53,2% hi vivien parelles casades, en un 18% dones solteres, i en un 19,8% no eren unitats familiars. En el 18,9% dels habitatges hi vivien persones soles el 4,5% de les quals corresponia a persones de 65 anys o més que vivien soles. El nombre mitjà de persones vivint en cada habitatge era de 4,16 i el nombre mitjà de persones que vivien en cada família era de 4,9.
Per edats la població es repartia de la següent manera: un 42,6% tenia menys de 18 anys, un 13% entre 18 i 24, un 24% entre 25 i 44, un 13,6% de 45 a 60 i un 6,7% 65 anys o més.
L'edat mediana era de 21 anys. Per cada 100 dones de 18 o més anys hi havia 100,8 homes.
La renda mediana per habitatge era de 30.529 $ i la renda mediana per família de 31.010 $. Els homes tenien una renda mediana de 19.688 $ mentre que les dones 18.516 $. La renda per capita de la població era de 5.495 $. Aproximadament el 36,8% de les famílies i el 49,5% de la població estaven per davall del llindar de pobresa.
Segons el cens dels Estats Units del 2010 el 98,70% són nadius americans i l'1,30% blancs.

## Poblacions més properes
El següent diagrama mostra les poblacions més properes.